# Hauwa Ibrahim
Hauwa Ibrahim (Hinnah, Estado de Gombe, 1968) es una abogada y profesora nigeriana especialmente conocida por ser pionera en la defensa de mujeres y niñas condenadas a lapidación en 12 estados del norte de Nigeria al introducirse a partir de 1999, con el aumento del fundamentalismo islámico, la aplicación de la sharia, la ley islámica, en casos de acusación de adulterio. Fue la primera mujer abogada en el norte de Nigeria en el distrito de Yamaltu en el Estado de Gombe y logró convertirse en la primera abogada defensora en una corte islámica. Entre los más de un centenar de casos que ha defendido se encuentran en 2002 los de Amina Lawal, Safiya Hussaini y Hafsatu Abubakar. En 2014 tras el secuestro de las estudiantes de Chibok por parte de Boko Haram fue nombrada miembro del comité presidencial de investigación por el secuestro de las estudiantes. Es creadora de la organización Madres Sin Fronteras para alejar a la juventud del extremismo violento en Nigeria. También es profesora visitante de diversas universidades, entre ellas la Universidad de Harvard. 

## Biografía
Hija de un imán, nació y creció en un Hinnah, una pequeña aldea en el nordeste de Nigeria en el estado de Gombe donde tradicionalmente las niñas no van a la escuela, una decisión que se tomó a causa de una vez una niña que se fue a cursar secundaria porque en el pueblo no era posible, se quedó embarazada.
Como es tradicional en Nigeria a los 10 años la prometieron en matrimonio. Cuando a los 11 tenía que trasladarse a la casa de su prometido decidió huir. Tenía algún dinero ahorrado porque desde los 4 años vendía verduras. Tras dos días de viaje en un camión de carga logró llegar hasta un lugar donde pudo ingresar como interna en la escuela superior de Gombe. Su madre no quiso volverla a ver hasta cuatro años después.
Aprendió el inglés de manera autodidacta, se graduó como jurista en 1991 e hice el doctorado en Lagos. Ejerció como fiscal en el Ministerio de Justicia durante ocho años, posteriormente decidió abrir su propio gabinete.
Durante dos años no tuvo clientes por ser mujer, explica en sus entrevistas. En 1999 con el aumento del fundamentalismo islámico cuando se introdujo la sharia en los estados del norte de Nigeria empezó a defender a mujeres y niñas condenadas a la lapidación, casos que no querían otros abogados. También eran frecuentes las condenas a latigazos por conducta impúdica o amputación de las manos en las acusaciones de robo. 
En todos estos casos, las mujeres son pobres, analfabetas y no tienen voz. Por eso son más vulnerables. No he encontrado a un solo hombre rico al que se le haya aplicado la sharía. Tampoco a las mujeres ricas explicaba en una entrevista en 2005 cuando recibió el Premio Sajárov otorgado por el Parlamento Europeo.
Ibrahim logró convertirse en la primera abogada defensora en una corte islámica. Ha representado a más de 150 mujeres y les ha salvado la vida a muchísimas de ellas. Entre los casos que ha defendido se encuentran el de Amina Lawal y Safiya Hussaini y Hafsatu Abubakar en 2002.   Su defensa se basa no en el código de procedimientos civiles o penales, sino en la Sharía.
Cuando en el 2000 defendió su primer caso no se le permitía hablar ante la corte y tuvo que intervenir en la defensa escribiendo notas que leía un hombre. En 2002 se enfrentó a uno de los casos más mediáticos en todo el mundo, el de Amina Lawal condenada a morir lapidada. El 23 de septiembre de 2003 la Alta Corte de la Sharia en el estado de Katsina dictó su absolución.
En 2005 el Premio Sajárov significó el reconocimiento internacional de su trabajo y le permitió continuar su investigación en el extranjero.  Continuó su formación y posteriormente fue profesora visitante en diversas universidades de Estados Unidos. Fue becada en el Washington College of Law de la American University en Washington.
Es fundadora de la firma ARIS law en Abuya.

## Secuestro de las estudiantes de Chibok
En mayor de 2014 fue nombrada por el entonces presidente Goodluck Jonathan miembro del comité presidencial de investigación por el secuestro de las estudiantes en el secuestro de las niñas Chibok formado por 17 personas, por recomendación de algunos ministros del gobierno federal, por su perfil a favor del diálogo. En mi informe expliqué que las niñas no aparecían porque nadie quería encontrarlas. Se había destinado mucho dinero con ese fin que se quedaba por el camino. Muchos miembros del Gobierno y de la policía se estaban llenando los bolsillos. “Si quieren encontrarlas basta con hablar con la gente de la zona. ¡Nadie esconde 200 niñas!”, le expliqué al presidente.
Desde un principio su planteamiento para localizar a las niñas fue hablar con miembros de Boko Haram, una posición de diálogo no compartida por todo el mundo.
Entre 2016 y 2017 se logró recuperar a más de un centenar de las niñas secuestradas. Ibrahim ha sumado al movimiento internacional Madres sin Fronteras que se basa en considerar el poder y la influencia de las madres en los jóvenes que se han sumado a las filas del radicalismo islámico. Son chicos, considera Hauwa que sólo esperan que alguien les de valor y que han visto sus esperanzas frustradas. La primera experiencia práctica la desarrolló cuando le concedieron reunirse con las madres de algunos miembros de Boko Haram arrestados y las convenció para que fueran a visitar a sus hijos y recuperaran y estrecharan los vínculos con ellos.

## Premios y reconocimientos
- Premio Margaret Brent primera mujer no estadounidense en recibirlo de la Comisión de las Mujeres de la profesión de la American Bar Association.
- Premio Eleanor Roosevelt Global Women’s Rights de la Fundación Feminist Majority
- Premio de Derechos Humanos del gobierno Italiano
- 2005, Premio Sajárov otorgado por el Parlamento Europeo a las personas distinguidas en la defensa de los derechos humanos.[10]
- 2017 Premio Valor del Consejo de la Abogacía Catalana[1]
- Es la primera mujer de su comunidad en Hinnah autorizada a formar parte del consejo local.